# Apel Vitzthum der Ältere
Apel Vitzthum der Ältere zu Tannroda († 1425) war ein deutscher Ritter und Amtmann von Hohenberg.
Er entstammte dem alten Thüringer Adelsgeschlecht Vitzthum und war der Sohn des Ritters Busso Vitzthum († 1384). Ab 1407 bis 1417 war er im Dienste Friedrich des Friedfertigen, Markgrafen von Meißen und Landgrafen von Thüringen, nachweisbar, wechselte dann aber an den Hof Friedrich des Streitbaren und Wilhelms des Reichen, von wo aus er 1422 zu dem König und späteren Kaiser Sigmund gesandt wurde. Die Familie erhielt 1418 Burg und Ort Tannroda. Er war mit Clara, Tochter des Dietrich von Beerwalde, verheiratet. Seine Kinder waren Apel Vitzthum der Jüngere zu Tannroda sowie Else, die später mit Graf Ernst von Gleichen verehelicht wurde.
Um 1410 übernahm er Burg Kriebstein und bekleidete 1421 das Amt des Marschalls, ab 1422 war er Obermarschall. 1423 war Apel Landvogt der Oberlausitz.
Am 4. Juni 1422 weilte Apel Vitzthum als Amtmann von Hohenberg neben Graf Oswalt von Truhendingen, Hans von Sparneck, Erhart von Machwitz, Conrad von Aufseß, Caspar von Waldenfels und Hans von Seebach auf dem Schloss Schleiz, wo ein Landfriedensbündnis zur Sicherung der Landstraßen gegen Räuberei und Plackerei zwischen Kurfürst Friedrich von Brandenburg und den Landgrafen Friedrich der Ältere, Wilhelm und Friedrich der Jüngere von Thüringen abgeschlossen und gegenseitige Hilfe zugesagt wurde. Apel Vitzthum musste sich verpflichten, dafür Sorge zu tragen, dass sein Nachfolger in der Funktion des Amtmanns von Hohenberg sich in Weida zum abgeschlossenen Landfriedensbündnis bekannte.